# 镇坪乡
镇坪乡，是中华人民共和国四川省阿坝藏族羌族自治州松潘县下辖的一个乡镇级行政单位。

## 行政区划
镇坪乡下辖以下地区：
镇坪村、金瓶岩村、解放村、新民村、双泉村、立壳村和大坪村。